# SAV1
SAV1 (англ. Salvador family WW domain containing protein 1) – білок, який кодується однойменним геном, розташованим у людей на короткому плечі 14-ї хромосоми. Довжина поліпептидного ланцюга білка становить 383 амінокислот, а молекулярна маса — 44 634.
| 10         |  | 20         |  | 30         |  | 40         |  | 50         |
| ---------- |  | ---------- |  | ---------- |  | ---------- |  | ---------- |
| MLSRKKTKNE |  | VSKPAEVQGK |  | YVKKETSPLL |  | RNLMPSFIRH |  | GPTIPRRTDI |
| CLPDSSPNAF |  | STSGDVVSRN |  | QSFLRTPIQR |  | TPHEIMRRES |  | NRLSAPSYLA |
| RSLADVPREY |  | GSSQSFVTEV |  | SFAVENGDSG |  | SRYYYSDNFF |  | DGQRKRPLGD |
| RAHEDYRYYE |  | YNHDLFQRMP |  | QNQGRHASGI |  | GRVAATSLGN |  | LTNHGSEDLP |
| LPPGWSVDWT |  | MRGRKYYIDH |  | NTNTTHWSHP |  | LEREGLPPGW |  | ERVESSEFGT |
| YYVDHTNKKA |  | QYRHPCAPSV |  | PRYDQPPPVT |  | YQPQQTERNQ |  | SLLVPANPYH |
| TAEIPDWLQV |  | YARAPVKYDH |  | ILKWELFQLA |  | DLDTYQGMLK |  | LLFMKELEQI |
| VKMYEAYRQA |  | LLTELENRKQ |  | RQQWYAQQHG |  | KNF        |  |            |

A: Аланін

C: Цистеїн

D: Аспарагінова кислота

E: Глутамінова кислота

F: Фенілаланін

G: Гліцин

H: Гістидин

I: Ізолейцин

K: Лізин

L: Лейцин

M: Метіонін

N: Аспарагін

P: Пролін

Q: Глутамін

R: Аргінін

S: Серин

T: Треонін

V: Валін

W: Триптофан

Кодований геном білок за функцією належить до фосфопротеїнів. 
Локалізований у цитоплазмі, ядрі.